# Kunstroof in het Drents Museum
Bij een kunstroof in het Drents Museum werden in de nacht van 24 op 25 januari 2025 in de Nederlandse stad Assen de gouden helm van Coțofenești en drie Dacische armbanden uit Sarmizegetusa Regia gestolen. Ze waren de topstukken van een tijdelijke tentoonstelling en afkomstig van het Nationaal Historisch Museum van Roemenië in Boekarest. 

## Achtergrond
Vanaf 7 juli 2024 presenteerde het Drents Museum de tentoonstelling 'Dacia – Rijk van goud en zilver'. Dit was een archeologische tentoonstelling met meer dan vijftig goud- en zilverschatten uit het Roemenië van de twintigste eeuw voor Christus tot de derde eeuw na Christus. De collectie had het museum in Assen in bruikleen van het Nationaal Historisch Museum van Roemenië. De tentoonstelling zou tot en met 26 januari 2025 duren.

## Inbraak
Op 25 januari, om 03.45 uur, forceerden zeker drie mannen met behulp van explosieven en koevoeten de nooduitgang van een ondergronds gedeelte van het museum. De inbraak werd door beveiligingscamera's vastgelegd en de beelden werden later door de politie verspreid. De daders wisten binnen drie minuten de beroemde helm en drie gouden armbanden te ontvreemden.
De politie kreeg om 04.15 uur een melding dat onder het viaduct van de N33 bij Rolde een uitgebrande vluchtauto was aangetroffen, een Volkswagen Golf, die een aantal dagen eerder gestolen bleek te zijn uit Alkmaar en van een gestolen kentekenplaat was voorzien.

### Gestolen objecten
- Het pronkstuk van de tentoonstelling, de helm van Coțofenești is een vrijwel geheel uit goud bestaande helm afkomstig van de Geten-Daciërs, gemaakt in de tweede helft van de vijfde eeuw voor Christus, die in Roemenië wijd en zijd bekendstaat als nationaal cultureel erfgoed.[5]
- Drie Dacische armbanden uit Sarmizegetusa Regia. Deze massief gouden spiraalvormige armbanden hebben een gewicht van ongeveer een kilogram.

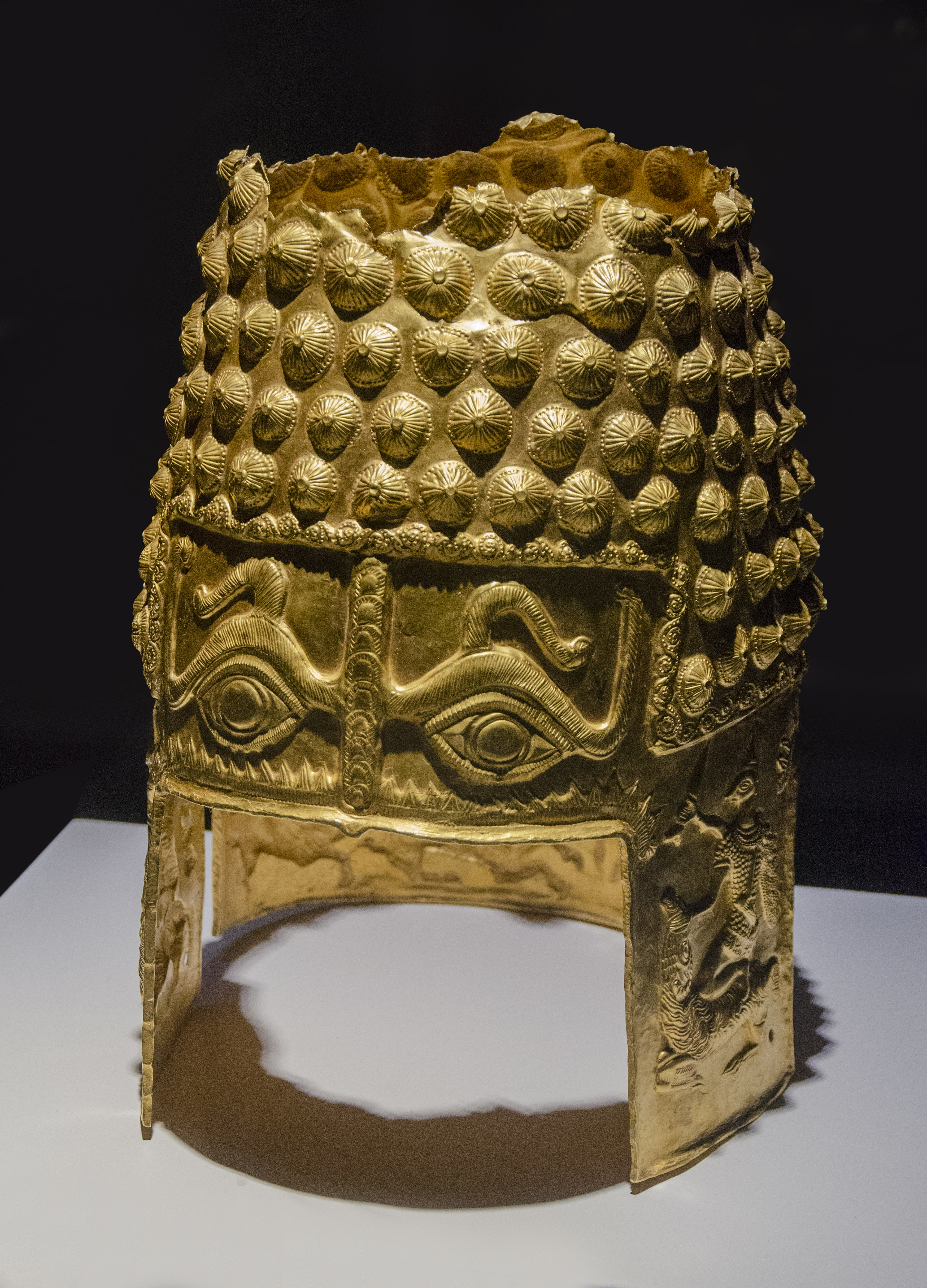
De helm van Coțofenești
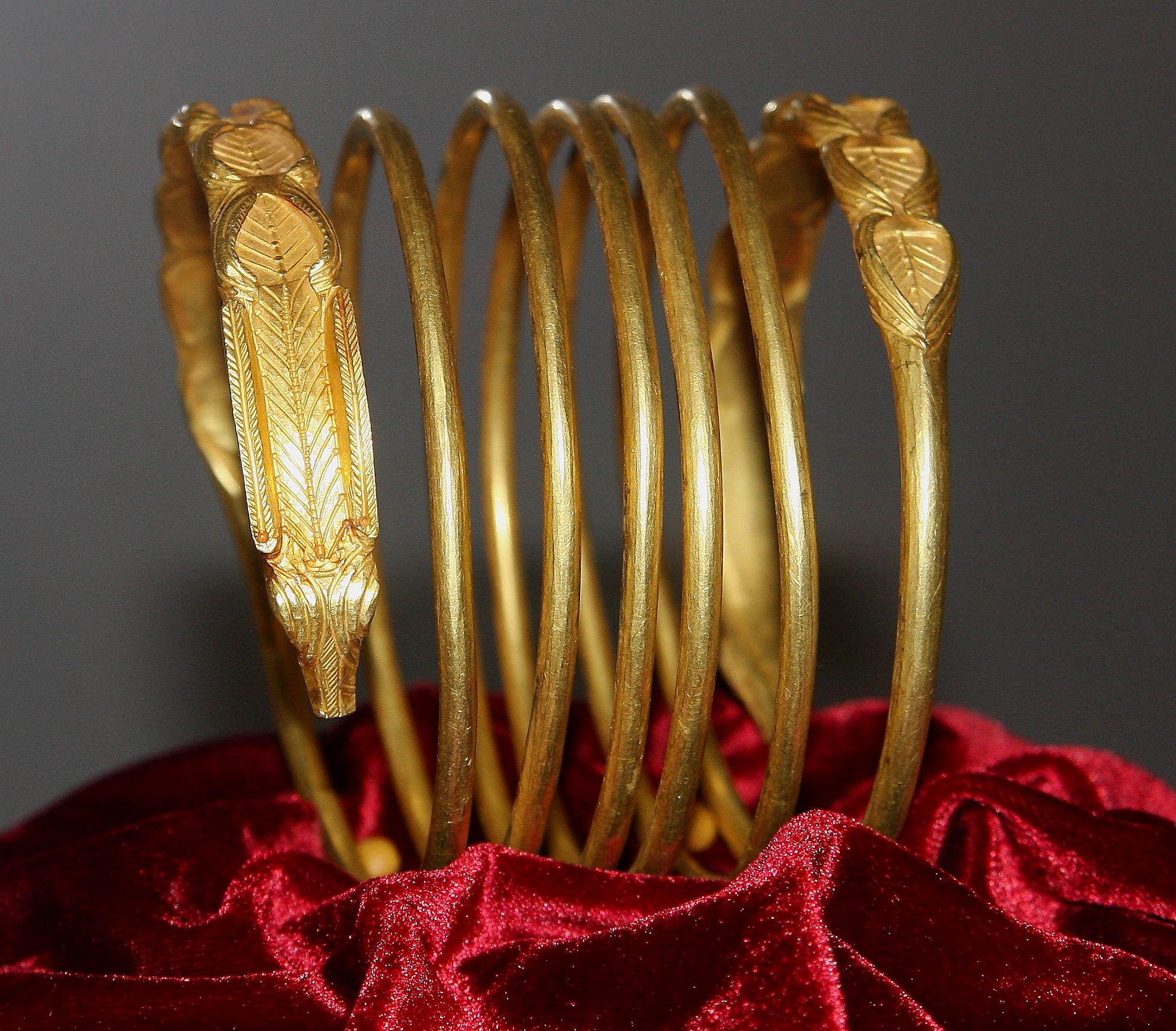
Een Dacische armband

De helm was verzekerd voor 4,3 miljoen euro en de armbanden elk voor een half miljoen euro. De totale verzekerde waarde van de gestolen stukken komt daarmee uit op 5,8 miljoen euro en de volledige uit 670 voorwerpen bestaande Roemeense collectie had een verzekerde waarde van ruim dertig miljoen euro.

## Nasleep
Er werd een zoektocht naar de daders en de gestolen kunst op touw gezet. Er klonk in Roemenië verontwaardiging over het vermeende gebrek aan voldoende beveiliging in het Drentse museum. Ook was er kritiek op de door het Nationaal Historisch Museum van Roemenië opgestelde bruikleenovereenkomst, die te vaag zou zijn. De directeur van dat museum, Ernest Oberländer-Târnoveanu, werd op 28 januari ontslagen door de Roemeense minister van Cultuur, Natalia Intotero. In het Nederlandse televisieprogramma Opsporing Verzocht werd op 28 januari aandacht besteed aan de inbraak.
Vier dagen na de inbraak werden in het Noord-Hollandse Heerhugowaard drie personen aangehouden, als verdachten aangemerkt en in volledige beperking geplaatst, ofwel ze mochten slechts met hun advocaat contact houden. Van twee van hen werden zowel een afbeelding van het gezicht als de volledige naam verspreid door politie en OM. Deze ongebruikelijke stap werd gemotiveerd doordat aan het snel en ongeschonden terugvinden van de kunstschatten zeer hoge en urgente waarde werd gehecht. De verdachten hadden volgens justitieminister David van Weel voor de keus gestaan om de locatie van de kunstschatten te onthullen óf volledig herkenbaar met beeld en naam te worden geopenbaard.
Op 20 februari 2025 werd in Obdam een vierde verdachte aangehouden, een man uit Heerhugowaard. De aanhouding was het gevolg van werk van de recherche. Evenals de eerdere aangehouden verdachten werd hij in volledige beperking geplaatst. Op 10 maart werd door het OM gemeld dat de enige vrouwelijke verdachte voorlopig werd vrijgelaten. Zij bleef wel verdachte. Op 15 april werd een vijfde verdachte aangehouden, in zijn woonplaats Alkmaar. Op 23 april werden in Heerhugowaard nog eens twee verdachten aangehouden. Onder hen was de man die op beveiligingsbeelden van een bouwmarkt in Assen was vastgelegd waar hij een lange hamer had gekocht. Deze beelden waren door de politie verspreid, onder andere via Opsporing Verzocht.
Op 9 mei 2025 vond in de rechtbank te Assen de eerste openbare zitting in de zaak van de kunstroof plaats. Hierin sprak het Openbaar Ministerie (OM) van een "overdaad van bewijs" tegen twee verdachten die volgens het OM bij de diefstal aanwezig waren. Ook sprak het OM het vermoeden uit dat de geroofde kunstschatten nog in ongeschonden staat terug te vinden zijn. De verdachten wilden niet inhoudelijk op de kunstroof ingaan en beriepen zich op hun zwijgrecht. Verder klaagden ze dat hun namen en foto's openbaar waren gemaakt.